# لوئیجی پوجی (قایقران بادبانی)
لوئیجی پوجی (انگلیسی: Luigi Poggi؛ ۱۱ مارس ۱۹۰۶ – ۱۹ آوریل ۱۹۷۲) قایقران اهل ایتالیا بود. او در بازی‌های المپیک تابستانی ۱۹۳۶ و بازی‌های المپیک تابستانی ۱۹۴۸ شرکت کرد.